# Allan C. Spradling
Allan Charles Spradling (* 1949 in Kalamazoo, Michigan) ist ein US-amerikanischer Embryologe und Genetiker an der Carnegie Institution for Science in Baltimore, Maryland.
Spradling studierte zunächst Mathematik und Physik und erwarb an der University of Chicago einen Bachelor in Physik, bevor er sich der Biologie zuwendete. 1975 erwarb er bei Mary-Lou Pardue am Massachusetts Institute of Technology (MIT) einen Ph.D. mit einer Arbeit über Polytänchromosomen und Hitzeschockproteine bei Drosophila. Als Postdoktorand arbeitete er an der Indiana University in Bloomington.
1980 ging Spradling an die Carnegie Institution in Baltimore, Maryland, wo er 1994 Direktor der dortigen Einrichtung für Embryologie wurde. Seit 1988 forscht Spradling zusätzlich für das Howard Hughes Medical Institute (HHMI). Außerdem hat er eine Professur (Adjunct Professor) für Biologie an der Johns Hopkins University und eine für Genetik an der Johns Hopkins University School of Medicine, beide ebenfalls in Baltimore.
Stand 2024 ist Spradling emeritierter Direktor der Abteilung für Embryologie der Carnegie Institution.
In Bloomington konnte Spradling erstmals nachweisen, dass Protein-codierende Gene einer Amplifikation unterliegen können. An der Carnegie Institution entwickelte er 1982 gemeinsam mit Gerry Rubin eine Methode (Kopplung an ein Transposon), um DNA in das Genom von Drosophila zu schleusen. In der Folge konnte er cis-Elemente identifizieren, die an der Regulation und Amplifikation von Genen beteiligt sind. Ebenfalls mit Rubin gründete Spradling 1991 das Drosophila-Genomprojekt, das 2000 mit der Sequenzierung des gesamten Genoms abgeschlossen wurde. Spradling untersuchte Stammzellen in ihrer normalen Gewebsumgebung und beschrieb erstmals, dass sich Stammzellen jeweils selbst eine „Nische“ suchen, eine Mikroumgebung, die sie für den Selbsterhalt und ihre bestimmungsgemäße Funktion benötigen.
Neuere Arbeiten Spradlings befassen sich mit epithelialen Stammzellen und der Entwicklung von Eizellen.

## Auszeichnungen (Auswahl)
- 1983 Passano Young Scientist Award[1]
- 1983 Newcomb Cleveland Prize
- 1985 NAS Award in Molecular Biology[2]
- 1989 Genetics Society of America Medal[3]
- 1989 Mitglied der National Academy of Sciences
- 1990/1991 Präsident der Society for Developmental Biology
- 1991 Mitglied der American Academy of Arts and Sciences[4]
- 2003 George W. Beadle Award[5][6]
- 2003 Edwin G. Conklin Medal
- 2006 Ehrendoktorat der University of Chicago[7]
- 2007 Präsident der Genetics Society of America
- 2008 Gruber-Preis für Genetik[8]
- 2016 Mitglied der American Philosophical Society
- 2018 March of Dimes Prize in Developmental Biology
- 2024 Wiley Prize in Biomedical Sciences[9]